# Journey to Regionals
«Journey to Regionals» es el vigésimo segundo episodio perteneciente a la primera temporada de la serie de televisión estadounidense Glee. Emitido originalmente por la cadena Fox el 8 de junio de 2010, el episodio fue escrito y dirigido por el creador de la serie, Brad Falchuk.
Las interpretación musicales en total fueron nueve canciones, siete de los cuales están incluidos en el EP Glee: The Music, Journey to Regionals, lanzado el 8 de junio de 2010. El álbum llegó al número uno en Estados Unidos, estableciendo el récord para el período más corto de entre las primeras semanas en la cima de la lista Billboard 200 con versiones diferentes, en las cartas musicales solo tres semanas después de que el Glee: The Music, Volume 3 Showstoppers también alcanzó el número uno. Si bien "Journey to Regionals" es el primer episodio de Glee que no tienen ninguno de los sencillos actuaciones musicales, el EP que incluye seis canciones ha logrado llegar en el Billboard Hot 100 y el Canadian Hot 100.
"Journey to Regionals" fue visto por 10.92 millones de espectadores estadounidenses. VanDerWerff de The A.V. Club consideró entre los mejores episodios de toda la temporada, y James Ponieowzik de la revista Time sentía que el episodio fue un retorno a las raíces de Glee, lo que justifica la renovación excelente para una segunda temporada.

## Resumen
El capítulo comienza con Sr. Schuester (Matthew Morrison) pegando carteles sobre las Regionales para ir a ayudar a "New Directions" y Sue (Jane Lynch), pasa y le dice que es uno de los jueces. Schuester se va a quejar al director Figgins (Iqbal Theba). Todos los de New Directions van hacia la casa del Sr. Shuester, sin esperanzas de ganar. Schuester los intenta reanimar, pero Emma le dice que sale con un dentista, por eso el también se pone mal. Todos van a la sala de coro, y Shuester les comienza a hablar sobre los Regionales, y les dice que haga un "medley" de Journey.
Al llegar al lugar donde se harían los Regionales, comienzan presentando a los jurados, y luego, Aural Intensity cantando una canción de Olivia Newton-John y Josh Groban (Dos de los cuatro jurados). Luego comienza New Directions cantando Faithfully, y luego Any Way You Want It / Lovin' Touchin' Squeezin' para luego terminar con Don't Stop Believing. Cuando vuelven a su lugar de reunión, la mamá de Quinn interrumpe a Quinn, diciéndole que echó a su padre por salir con una "friki tatuada", intentando convencer a Quinn de que vuelva a su casa. Quinn le avisa a su madre que acaba de romper fuente. Mientras Quinn da a luz, Vocal Adrenaline canta Bohemian Rhapsody de Queen. Rachel va a hablar con su madre, Shelby Corcoran, para que pueda ir a enseñar junto con el Sr. Shue a New Directions, pero ella se rehúsa, ya que siempre quiso formar una familia. Los jueces se van a su sala e intentan votar. Olivia Newton-John dice que Aural Intensity debe estar primero, y Josh Groban pregunta que opinaban de New Directions. Olivia Newton-John comienza a insultar todo lo de New Directions.
Los tres grupos se reúnen en el escenario, y aparecen los jueces para nombrar al ganador. En segundo lugar, quedaron los de Aural Intensity, y Sue nombra el primer lugar, que lo ganó Vocal Adrenaline, dejando a New Directions sin lugar. Todos vuelven a la escuela.
El Sr. Shue ve a Emma gritándole al director Figgins sobre una supuesta trampa de Sue. Emma (Jayma Mays) luego va a hablar con Will y Rachel (Lea Michele) aparece, diciéndole al Sr. Schuester que vaya al auditorio. Cuando fue, todos comenzaron a hablarle sobre el Club Glee, para cantarle To Sir, With Love.
Will va a juntar todas las cosas de la sala del coro, y Sue aparece para decirle que chantajeó al Director para que el Club Glee tenga un año más, avisándole que ella, votó en primer lugar por New Directions y por último lugar a Vocal Adrenaline.
Todos los miembro del Club Glee, van a la sala de coro, y el Sr. Shue les dice que tenían un año más. Todos se ponen muy felices, y el Sr. Shue, les devuelve el favor de la canción cantando Over The Rainbow.

## Producción
«Journey to Regionals» fue filmado en abril de 2010, con los fanes de Glee invitados a través de las redes sociales de Facebook y Twitter para asistir a la filmación de las Regionales, en el Teatro Saban de Beverly Hills, California. El episodio, cuenta con Josh Groban y Olivia Newton-John repiten sus papeles de comienzo de la temporada, que aparecen como ellos mismos para juzgar a la ronda de Ohio Regionales de la competencia espectáculo el coro junto con Sue y Rod Remington.
Los personajes recurrentes que aparecen en el episodio son los miembros del Club Glee Santana López (Naya Rivera), Brittany (Heather Morris), Mike Chang (Harry Shum Jr.) y Matt Rutherford (Dijon Talton), el director Figgins, el cantante Vocal Adrenaline Jesse St. James (Jonathan Groff), Shelby Corcoran, y la madre de Quinn Fabray Judy. El nuevo amor de Emma no aparece en el episodio, pero se convertirá en un personaje importante desde el principio en el segundo de la temporada, interpretado por John Stamos, El beso de Emma y Will en «Journey to Regionales» fue improvisada. Falchuk optó por no informar a Mays que fue planeado para asegurar la autenticidad de la reacción de ella.
Glee: The Music, Journey to Regionales, es un EP que contiene canciones de este episodio, fue lanzado el 8 de junio de 2010. Cuenta con las versiones de Journey «Feitfully» y «Don't Stop Believin'», así como un mash-up de «Any Way You Want It» y «Lovin' Touchin 'Squeezin'». «Bohemian Rhapsody» de Queen es también una de las canciones del EP, como es «To Sir, with Love» por Lulu y Judy Garland «Over the Rainbow», interpretado por Israel Kamakawiwoole. El EP debutó como número uno en los EE.UU, en el Billboard 200 logrando vender 158.000 copias, y el número dos en la lista de álbumes de Canadá, vendiendo 14.000 copias. Entró en la lista de álbumes irlandesa en el número 14, llegó al puesto número 1 en su segunda semana del lanzamiento, convirtiéndose en el cuarto álbum de Glee. El lanzamiento de las cuarto canciones para las cartas irlandeses. En América,  Journey to Regionals fue el tercer álbum en alcanzar el puesto uno por parte de un elenco, solo tres semanas después de Glee: The Music, Volume 3 Showstoppers, y batiendo su propio récord de plazo más breve posible entre las primeras semanas en la primera posición con diferentes versiones, previamente en los álbumes de Glee: The Music, The Power of Madonna y en el Volume 3 Showstoppers
"Journey to Regionals" es el primer episodio de Glee que no tienen ninguna de sus interpretaciones musicales lanzados como sencillos. A pesar de ello, las seis pistas del EP lograron alcanzar el Billboard Hot 100 y el Canadian Hot 100, la canción "Faithfully" logró el puesto número 36 en los EE.UU, y "Over the Rainbow" en el número 31 en Canadá. El mash-up de Newton-John "Magic" y la canción de Groban "You Raise Me Up" también se utiliza en el episodio, pero no cuenta en el EP. Groff se lesionó durante el rodaje de "Bohemian Rhapsody", recibiendo una cicatriz en el dedo pulgar. La diseñadora de vestuario de Glee Lou Eyrich se inspiró en los grupos de 1960 de chicas de los trajes usados por los coros de exhibición, la selección de vestidos de lentejuelas negro y fucsia de Vocal Adrenaline, y el Betsey Johnson "Goldie" cabestro vestido de brocado de New Directions.

## Recepción
En su estreno original, «Journey to Regionales» fue visto por 10.920.000 espectadores estadounidenses, y fue rival de las Finales de la NBA 2010, alcanzó a obtener una cuota de pantalla de 4.6 dentro de la franja demográfica de 18 a 49. La serie tuvo un 18 por ciento en la demográfica de 18-49 a comparación del episodio anterior, dando la calificación final fue la más alta para un nuevo espectáculo en la temporada 2009-2010 de la televisión."Journey to Regionales" fue el cuarto programa más visto de la semana en la demográfica de 18-49, el programa más visto, y el sexto programa más visto entre todos los espectadores. En el Reino Unido, el episodio fue transmitido el lunes 14 de junio de 2010 y fue visto por 2.354.000 espectadores (1.952.000 en la E4, y 402.000 en E4 + 1), convirtiéndose en el programa más visto en la E4 y E4 1 en la semana, y el programa más visto en el cable para la semana.

### Críticas
«Journey to Regionals» recibió críticas generalmente positivas de los medios gráficos.Darren Franich de Entertainment Weekly lo llamó "casi perfecto", escribiendo: "este fue uno de los episodios de alta energía que redujeron su enfoque en el canto y se encontró una mezcla perfecta del cinismo y optimismo, de la realidad insípida y un rendimiento cautivador". Raymund Flandez de The Wall Street Journal comentó: "ha sido un estreno de temporada floja, de bajas y en ascenso, este último episodio es una salida cálida aunque seamos sinceros simplemente yo no desearía dejarlo ir". Bobby Hankinsondel del Houston Chronicle considera al episodio "impresionante", también observó:"Si bien era claro sobre el humor de costumbre, era insoportable en la emoción, y creo que es ideal para un final de temporada expresado en Glee su temporada nueva con un impacto real que tomó un par de giros inesperados antes de proyectar un final muy bueno y satisfactorio". Todd VanDerWerff de The AV Club calificó el episodio «A-», considerándola una de los mejores de toda la temporada. Sintió que: "por mi parte, Journey to Regionales es un fantástico episodio de Glee como cierre de temporada". Mientras VanDerWerff tuvo algunos problemas con el episodio, incluyendo la repentina decisión de Shelby en adoptar a Beth, resume que: «vuelve a ser una estupidez».
James Poniewozik de Time escribió que con «Journey to Regionales», Glee «regresó a sus raíces, el equilibrio en sus rarezas, historias intimas de vidas sarcásticas y exageradas en una escuela secundaria. Y, también, al exhibir lo que puede ser en si una madurez actoral, es su argumento para permanecer aproximadamente un año más». Eric Goldman de IGN calificó a «Journey to Regionales» una puntuación de 8,5/10, lo que significa un «gran episodio». Gerrick D. Kennedy de Los Angeles Times señaló que él "entró en un final fastidioso como increíblemente desordenado, y encaminadose en su última semana de acontecimientos", pero en general coinsidero que el final causara un éxito. Brett Berk de la revista Vanity Fair señaló algo satisfactorio a «Journey to Regionals» aunque el episodio fue «bastante mediocre», y lo describió como tener «un sentido de narrativa consisten que fue más allá de lo habitual en los escritores». Jean Bentley de MTV comentó: «al igual que todo el primer año de la serie, el episodio desigual comenzó con una trama llena de acción prometedora, impresionado con un par de números musicales llamativos, a continuación, se puso demasiado cursi para su propio bien y se agotó con un excesivamente sentimental». Aly Semigran de MTV señaló: «me esperaba un poco más de emoción en el episodio, a pesar de todo se sentía un círculo muy completo para muchos de nuestros personajes que hemos llegado a conocer y amar. Aquí está la esperanza de Glee puede volver su momento estelar en la segunda temporada».